# Plantagegatan
Plantagegatan är en gata i stadsdelarna Olivedal och Masthugget i Göteborg. Den är cirka 180 meter lång och sträcker sig från Linnégatan till Vegagatan.
Gatan fick sitt namn år 1883 efter det så kallade Möllerska plantaget, som gatan passerade på sydsidan. Gatan hade den preliminära beteckningen Femte Långgatan, då den var den femte av Långgatorna, räknat från norr.